# Sullivan City
Sullivan City è un centro abitato degli Stati Uniti d'America situato nella contea di Hidalgo dello Stato del Texas.
La popolazione era di 4.002 persone al censimento del 2010. Fa parte dell'area metropolitana di McAllen–Edinburg–Mission e Reynosa–McAllen.

## Geografia fisica
Sullivan City è situata a 26°16′30″N 98°34′06″W (26.275087, -98.568330).
Secondo lo United States Census Bureau, ha un'area totale di 3,6 miglia quadrate (9,3 km²).

## Società

### Evoluzione demografica
Secondo il censimento del 2000, c'erano 3.998 persone, 981 nuclei familiari e 909 famiglie residenti nella città. La densità di popolazione era di 1.117,1 persone per miglio quadrato (431,2/km²). C'erano 1.136 unità abitative a una densità media di 317,4 per miglio quadrato (122,5/km²). La composizione etnica della città era formata dal 64,96% di bianchi, lo 0,10% di afroamericani, lo 0,03% di nativi americani, il 34,09% di altre razze, e lo 0,83% di due o più etnie. Ispanici o latinos di qualunque razza erano il 98,65% della popolazione.
C'erano 981 nuclei familiari di cui il 60,2% aveva figli di età inferiore ai 18 anni, il 74,0% aveva coppie sposate conviventi, il 14,5% aveva un capofamiglia femmina senza marito, e il 7,3% erano non-famiglie. Il 6,6% di tutti i nuclei familiari erano individuali e il 3,4% aveva componenti con un'età di 65 anni o più che vivevano da soli. Il numero di componenti medio di un nucleo familiare era di 4,08 e quello di una famiglia era di 4,29.
La popolazione era composta dal 38,5% di persone sotto i 18 anni, il 12,9% di persone dai 18 ai 24 anni, il 27,4% di persone dai 25 ai 44 anni, il 16,1% di persone dai 45 ai 64 anni, e il 5,1% di persone di 65 anni o più. L'età media era di 24 anni. Per ogni 100 femmine c'erano 96,2 maschi. Per ogni 100 femmine dai 18 anni in giù, c'erano 94,5 maschi.
Il reddito medio di un nucleo familiare era di 17.743 dollari e quello di una famiglia era di 18.056 dollari. I maschi avevano un reddito medio di 16.628 dollari contro i 12.670 dollari delle femmine. Il reddito pro capite era di 5.131 dollari. Circa il 49,0% delle famiglie e il 47,8% della popolazione erano sotto la soglia di povertà, incluso il 52,2% di persone sotto i 18 anni e il 60,5% di persone di 65 anni o più.